# Ацана
Ацана (груз. აცანა) — село в Грузії.
За даними перепису населення 2014 року в селі проживає 586 осіб.